# TIM
TIM (acrónimo de Telecom Italia Mobile) es una marca del Gruppo TIM presente en Italia.
Fue el primer operador en consolidarse en el mercado italiano y uno de los primeros en Europa en este campo, originalmente con el sistema analógico TACS.
Hasta julio de 2015, TIM estaba asociado solo con servicios de telefonía móvil. A partir de enero de 2016, con la llegada de la nueva identidad corporativa, se convierte en la marca única para todos los servicios y ofertas de Telecom Italia en el campo de las telecomunicaciones.
En términos de número de clientes, TIM es el segundo mayor operador de telefonía móvil en Italia después de Wind Tre (30.4% del mercado: datos agregados de TIM y la subsidiaria Kena Mobile al 30/06/2018), y el primer operador de telefonía fija (52 % del mercado a 30/06/2018).